# Rehimena variegata
Rehimena variegata là một loài bướm đêm trong họ Crambidae.